# Nașterea și înmormântarea în Islam
Obiceiurile și tradițiile fac parte din istoria fiecărui popor, ele variind de la o societate la alta. Diferențele dintre acestea nu fac altceva decât să redea unicitatea fiecărei culturi și să o transforme într-una specială. Curiozități există dintotdeauna, mai ales când vine vorba de două lumi cu totul diferite, care practică religii distincte și au moduri de viață care nu coincid foarte mult. Asemenea este și cazul spațiului islamic unde întâlnim o altfel de cultură, iar dorința de a o cunoaște ar putea începe chiar de la tradițiile și obiceiurile practicate în cadrul unor evenimente importante.
Pentru părinți nașterea unui copil este o binecuvântare de la Dumnezeu. Vestea venirii pe lume a unui fiu sau a unei fiice este un motiv de bucurie, deoarece familia ocupă un loc aparte în viața fiecăruia.
Însuși Allah îi încurajează pe musulmani să aibă copii: „Împreunarea cu femeile voastre vă este îngăduită în nopțile de post, căci ele va sunt vouă veșmânt, precum și voi le sunteți lor veșmânt. Dumnezeu știe că voi înșivă v-ați trăda și atunci El s-a întors către voi și v-a încuviințat. Împreunați-vă acum cu ele și cereți ceea ce Dumnezeu v-a scris.” .
Așa cum fiecare popor urmează diverse tradiții atunci când vine vorba de un astfel de eveniment, și în Islam se remarcă urmatoarele: aḏān (în arabă: أَذَان), taḥnīk (în arabă: تَحْنِيكِ), ʾaqīqah (în arabă: عقيقة), raderea părului și circumcizia în cazul băieților.

### Aḏān
Cunoscut drept chemarea la rugaciune, sunt primele cuvinte pe care le aude noul-născut, fiindu-i șoptite la urechea dreaptă de cele mai multe ori de către tatăl său, având la bază ideea că nu există altă divinitate în afara de Allah ( lā ilāha illā Allāh)  și că Muḥammad este trimisul lui Dumnezeu (muḥammadur rasūlu –llāh). Astfel, încă din primele clipe aceste declarații fundamentale servesc drept pivot în jurul căruia se rotește viața unui musulman, de unde și semnificația lor simbolică la naștere. 

### Taḥnīk
Este următorul ritual și constă în frecarea pe cerul gurii  nou-născutului  a unei curmale deja mestecată de către mama sau tatăl său (în lipsa curmalelor se pot folosi și sucuri dulci sau miere), obiceiul având rol de a pregăti copilul pentru alăptare.

### ʾaqīqah
Este ritualul de sacrificare a oii în cea de-a șaptea zi de la naștere. Pentru băieți trebuie sacrificate două oi, iar pentru fete una singură, cu scopul de a-și arăta recunoștința față de Allah. Sacrificarea trebuie făcută de către tată sau o rudă apropiată și în timpul acesteia trebuie rostit numele lui Allah. Carnea va fi împărțită între membrii familiei și cei săraci .

### Raderea părului
Se obișnuiește tot în cea de-a șaptea zi, după ʾaqīqah, iar mai apoi se va cântări și greutatea lui va fi dată în argint celor săraci .

### Circumcizia
Circumcizia băieților este o practică des întâlnită, având ca importanță asigurarea unei purificări complete înainte de rugăciune și deci menținerea igienei la care musulmanii sunt extrem de atenți.  Nu există o dată sau o vârstă precisă până la care aceasta să se facă, însă este recomandat ca ritualul să aibă loc înainte de pubertate .
Așa cum nașterea unui copil este prilej de veselie, înmormantarea aduce cu sine multă tristețe familiilor și persoanelor apropiate de cel decedat. Despre obiceiurile înmormântării am putea spune că sunt mult mai simplificate decât în alte religii.
Despre moarte Allah spune că: „Fiece suflet va gusta moartea însă voi vă veți primi negreșit răsplățile voastre, în Ziua Învierii. Cel care va fi ferit de Foc și dus în Rai va afla fericirea. Viața de Acum nu este decât o bucurie vremelnică și amăgitoare”.
O persoana aflată pe moarte este denumită în limba arabă muḥtaḍar, de la verbul ḥaḍara care înseamnă „a fi prezent”, în acest caz semnificând că moartea sau îngerii morții sunt prezenți. Poziția permisă în care defunctul trebuie să fie este cu fața sau cu picioarele spre Mecca . 

### Talqīn
Prima etapă este cunoscută sub numele de talqīn și constă în repetarea šahādei până ce persoana aflată în pragul morții le va rosti de una singură. Niciodată nu trebuie să i se impună rostirea šahādei, ci trebuie să fie ajutată să și-o amintească și să o pronunțe de la sine.

### Pregătirea giulgiului
Urmează pregătirea kafan-ului (giulgiul) și ritualul spălării. Giulgiul în care va fi învelit trupul neînsuflețit trebuie să fie de culoare albă. După pregătirea acestuia are loc ġusl (spălarea) iar pentru acest procedeu există anumite reguli: o femeie va spăla întotdeauna o femeie, iar un bărbat va spăla trupul unui bărbat și nu invers. Ritualul este similar ca cel practicat de o persoană în viață. De obicei există mai multe persoane care săvârșesc acest act, însă o ruda apropiată trebuie să facă cea mai mare parte a procedeului. După ce trupul este spălat și învelit în giulgiu, va rămâne acasă o scurtă perioadă înainte de înmormântarea propriu-zisă unde familia și cei apropiați pot veni să își arate respectul față de defunct. Cu toate acestea, trupul nu poate fi văzut decât de membrii care i-au fost maḥram în timpul vieții (membru al familiei cu care căsătoria ar fi considerată ḥaram).

### Rugaciunea de înmormântare
Are loc într-un spațiu deschis, de exemplu în afara moscheii, dar în caz de ploaie sau vreme rea se poate face și în interior.  Este necesar ca măcar o persoană din comunitate să participe și astfel obligația se va îndeplini în numele întregii comunități, însă dacă nu participă nimeni, atunci toți vor fi considerați păcătoși.

### Înmormântarea propriu-zisă
Urmează înmormântarea propriu-zisă unde există iarăși un set de reguli. Legea religioasă nu permite femeilor musulmane să participe la înmormântări, chiar dacă este vorba despre o rudă de sex feminin sau un copil. Acest lucru se datorează ideei  că femeile au „inima slabă” și pot fi mult mai sensibile .  Rudele pot coborî defunctul în groapă, iar dacă este vorba despre o femeie atunci cei care o fac trebuie să fie maḥram și de asemenea trebuie să se țină un cearșaf deasupra mormântului pentru ca trupul ei sa nu fie văzut. Trupul este îndreptat către Mecca. Dacă înmormântarea se face fără sicriu, pornind de la capul femeii sau de la picioare în cazul bărbatului, se vor așeza cărămizi sau scânduri de lemn aproape una de cealaltă, până ce nu va mai exista niciun gol si trupul va fi acoperit în întregime.

### Perioada de doliu
În ceea ce privește doliul, perioada pentru o femeie al cărei soț a decedat este de 4 luni și 10 zile(`idda).  Aceasta mai este cunoscută și sub numele de „retragerea de continență” și reprezintă o obligație morală, sau chiar respectul față de memoria defunctului. În acest timp femeia nu are voie să întrețină relații intime sau să se căsătorească și nu are voie să părăsească locuința pe care a împărțit-o cu soțul ei. Pentru orice altă rudă, perioada de doliu va fi de 3 zile de la momentul decesului. În acest timp este recomandat ca familiei îndoliate să i se facă vizite.